# Potok Złoty (gmina w województwie katowickim)

Gmina na tle zmieniającego się podziału administracyjnego powiatu częstochowskiego

Potok Złoty (alt. Złoty Potok) – dawna gmina wiejska istniejąca w latach 1867–1952 w Kieleckiem i Katowickiem. Początkowo siedzibą gminy był Potok Złoty (obecna nazwa Złoty Potok), a od 1870 Janów.

## Historia
Gmina Potok-Złoty powstała 1 stycznia?/13 stycznia 1867 w związku z reformą gminną w Królestwie Polskiem. Należała do powiatu częstochowskiego w guberni piotrkowskiej. 19 maja?/31 maja 1870 do gminy przyłączono pozbawiony praw miejskich Janów.
W okresie międzywojennym gmina Złoty Potok należała do powiatu częstochowskiego w woj. kieleckim. 1 stycznia 1927 do gminy Potok Złoty włączono Pabianice z gminy Olsztyn w tymże powiecie.
4 listopada 1933 gminę podzielono na 17 gromad (sołectw): Apolonka, Bystrzanowice, Czepurka, Hucisko, Janów, Lipnik,  Lusławice, Pabianice, Piasek, Ponik, Potok Złoty, Siedlec, Skowronów, Smyków, Zagórze, Zalesice i Żuraw.
1 grudnia 1933 do gminy Potok Złoty włączono gromadę Góry Gorzkowskie z gminy Niegowa w powiecie zawierciańskim w tymże województwie. Liczba gromad gminy Złoty Potok wzrosła do 18.
Podczas II wojny światowej wcielona do Generalnego Gubernatorstwa, gdzie weszła w skład Landkreis Radomsko w dystrykcie radomskim. Ludność gminy w 1943 roku wynosiła 7918 mieszkańców: Apolonka (153), Bystrzanowice (587), Czepurka (351), Góry Gorzkowskie (99), Hucisko (78), Janów (971), Lipnik (191), Lusławice (495), Pabianice (318), Piasek (395), Ponik (346), Potok Złoty (1149), Siedlec (580), Skowronów (192), Smyków (126), Zagórze (270), Zalesice (627) i Żuraw (990).
Po wojnie gmina przejściowo zachowała przynależność administracyjną, lecz już 6 lipca 1950 roku została wraz z całym powiatem częstochowskim przyłączona do woj. katowickiego.
1 lipca 1952 gmina Potok Złoty została zniesiona, jej obszar wszedł w skład pięciu gmin, w tym czterech nowych:
- osiem gromad (44,44%) utworzyło nową gminę Janów (Apolonka, Bystrzanowice, Góry Gorzkowskie, Hucisko, Janów, Piasek, Ponik i Potok Złoty),
  - do nowej gminy Janów włączono także gromadę Sieraków z gminy Przyrów;
- pięć gromad (27,78%) włączono do nowo utworzonej gminy Żuraw (Czepurka, Lipnik, Lusławice, Okrąglik, Zagórze i Żuraw),
- trzy gromady (16,67%) włączono do nowo utworzonej gminy Zrębice (Pabianice, Siedlec i Skowronów),
- jedną gromadę (5,55%) włączono do nowo utworzonej gminy Mokrzesz (Smyków),
- jedną gromadę (5,55%) włączono do gminy Przyrów (Zalesice).

W dniu powołania gmina Janów była podzielona na 9 gromad: Apolanka, Bystrzanowice, Góry Gorzkowskie, Hucisko, Janów, Piaski, Ponik, Potok Złoty i Sieraków (gromadę Hucisko zniesiono 20 kwietnia 1953, włączając ją do gromady Góry Gorzkowskie).